# Шана
Шана (фр. Chanas) насеље је и општина у источној Француској у региону Рона-Алпи, у департману Изер која припада префектури Вјен.
По подацима из 2011. године у општини је живело 2339 становника, а густина насељености је износила 200,09 становника/km². Општина се простире на површини од 11,69 km². Налази се на средњој надморској висини од 170 метара (максималној 223 m, а минималној 142 m).

## Демографија
| 1962. | 1968. | 1975. | 1982. | 1990. | 1999. | 2011. |
| ----- | ----- | ----- | ----- | ----- | ----- | ----- |
| 1.289 | 1.374 | 1.451 | 1.484 | 1.727 | 1.931 | 2.339 |

График промене броја становника у току последњих година